# Same Old Love
"Same Old Love" là một bài hát của nữ ca sĩ Selena Gomez dưới dạng đĩa đơn thứ hai từ album phòng thu thứ hai của cô ấy, Revival. Bài hát được viết bởi Charli XCX, Ross Golan, Benny Blanco và nhà sản xuất Stargate. Bài hát được phát hành ngày 10 tháng 9 năm 2015 dưới dạng một phần của album trên iTunes và có thể nghe trên cả Spotify và Apple Music.

## Danh sách bài hát
- Tải kỹ thuật số[6]

1. "Same Old Love" - 3:49

## Xếp hạng
| Chart (2015–16)                             | Peak position |
| ------------------------------------------- | ------------- |
| Úc (ARIA)                                   | 33            |
| Áo (Ö3 Austria Top 40)                      | 66            |
| Bỉ (Ultratip Flanders)                      | 5             |
| Bỉ (Ultratip Wallonia)                      | 4             |
| Canada (Canadian Hot 100)                   | 6             |
| Canada AC (Billboard)                       | 28            |
| Canada CHR/Top 40 (Billboard)               | 1             |
| Canada Hot AC (Billboard)                   | 10            |
| Cộng hòa Séc (Rádio Top 100)                | 23            |
| Cộng hòa Séc (Singles Digitál Top 100)      | 6             |
| Đan Mạch (Tracklisten)                      | 23            |
| Phần Lan (Suomen virallinen lista)          | 28            |
| Pháp (SNEP)                                 | 26            |
| Germany (Official German Charts)            | 56            |
| Hungary (Single Top 40)                     | 33            |
| Ireland (IRMA)                              | 72            |
| Ý (FIMI)                                    | 49            |
| Mexico Airplay (Billboard)                  | 23            |
| Hà Lan (Single Top 100)                     | 42            |
| New Zealand Heatseekers (Recorded Music NZ) | 2             |
| Na Uy (VG-lista)                            | 37            |
| Ba Lan (Polish Airplay Top 100)             | 28            |
| Portugal (AFP)                              | 22            |
| Scotland (OCC)                              | 66            |
| Slovakia (Rádio Top 100)                    | 37            |
| Slovakia (Singles Digitál Top 100)          | 10            |
| Tây Ban Nha (PROMUSICAE)                    | 49            |
| Thụy Điển (Sverigetopplistan)               | 37            |
| Thụy Sĩ (Schweizer Hitparade)               | 47            |
| Anh Quốc (OCC)                              | 81            |
| Hoa Kỳ Billboard Hot 100                    | 5             |
| Hoa Kỳ Adult Contemporary (Billboard)       | 17            |
| Hoa Kỳ Adult Pop Airplay (Billboard)        | 7             |
| Hoa Kỳ Dance/Mix Show Airplay (Billboard)   | 4             |
| Hoa Kỳ Latin Pop Songs (Billboard)          | 31            |
| Hoa Kỳ Pop Airplay (Billboard)              | 1             |
| Hoa Kỳ Rhythmic (Billboard)                 | 6             |
| Venezuela (Record Report)                   | 82            |